# طوكيو بابيلون
طوكيو بابيلون (باليابانية: 東京BABYLON، بالروماجي: Tokyo Babylon) هي سلسلة مانغا يابانية من تأليف كلامب، نشرت من قبل شينشوكان في مجلة وينغز ‏، منذ عام 1990 حتى عام 1993، تم تجمع فصول المانغا في 7 مجلدات تانكوبون. أنتجت إلى أوفا من قبل استوديو مادهاوس، وتكونت من حلقتين. أعلن أنه سيتم إنتاج أنمي تلفزيوني للمانغا.

## القصة
تدور أحداث القصة عن سوبارو سوميراغي، هو فتى عمره ستة عشر عامًا، ورئيس عشيرة سومراغي، يعيش في طوكيو مع أخته التوأم هوكوتو ورجل يدعى سيشيرو ساكورازوكا، ويعملون على حماية طوكيو من الأخطار.

## الشخصيات
سوبارو سوميراغي (باليابانية: 皇昴流، بالروماجي: Sumeragi Subaru)
أداء صوتي: كابي ياماغوتشي (أوفا)، شوتا آوي (أنمي)
هوكوتو سوميراغي (باليابانية: 皇北都، بالروماجي: Sumeragi Hokuto)
أداء صوتي: ميكي إيتو (أوفا)، نانا ميزوكي (أنمي)
سيشيرو ساكورازوكا (باليابانية: 桜塚星史郎، بالروماجي: Sakurazuka Seishirō)
أداء صوتي: تاكيهيتو كوياسو (أوفا)، يويتشيرو أوميهارا (أنمي)

## وصلات خارجية
- موقع طوكيو بابيلون 2021 الرسمي
- طوكيو بابيلون على موقع IMDb (الإنجليزية)
- طوكيو بابيلون على موقع قاعدة بيانات الفيلم (الإنجليزية)
- طوكيو بابيلون على موقع ليتربوكسد (الإنجليزية)
- طوكيو بابيلون على موقع كينوبويسك (الروسية)
- طوكيو بابيلون على موقع ANN manga (الإنجليزية)